# Mercedes-AMG One
Mercedes-AMG One (R50) — двомісний гіперкар від підрозділу Mercedes-AMG, що входить до складу німецького автомобільного концерну Daimler AG.

## Опис

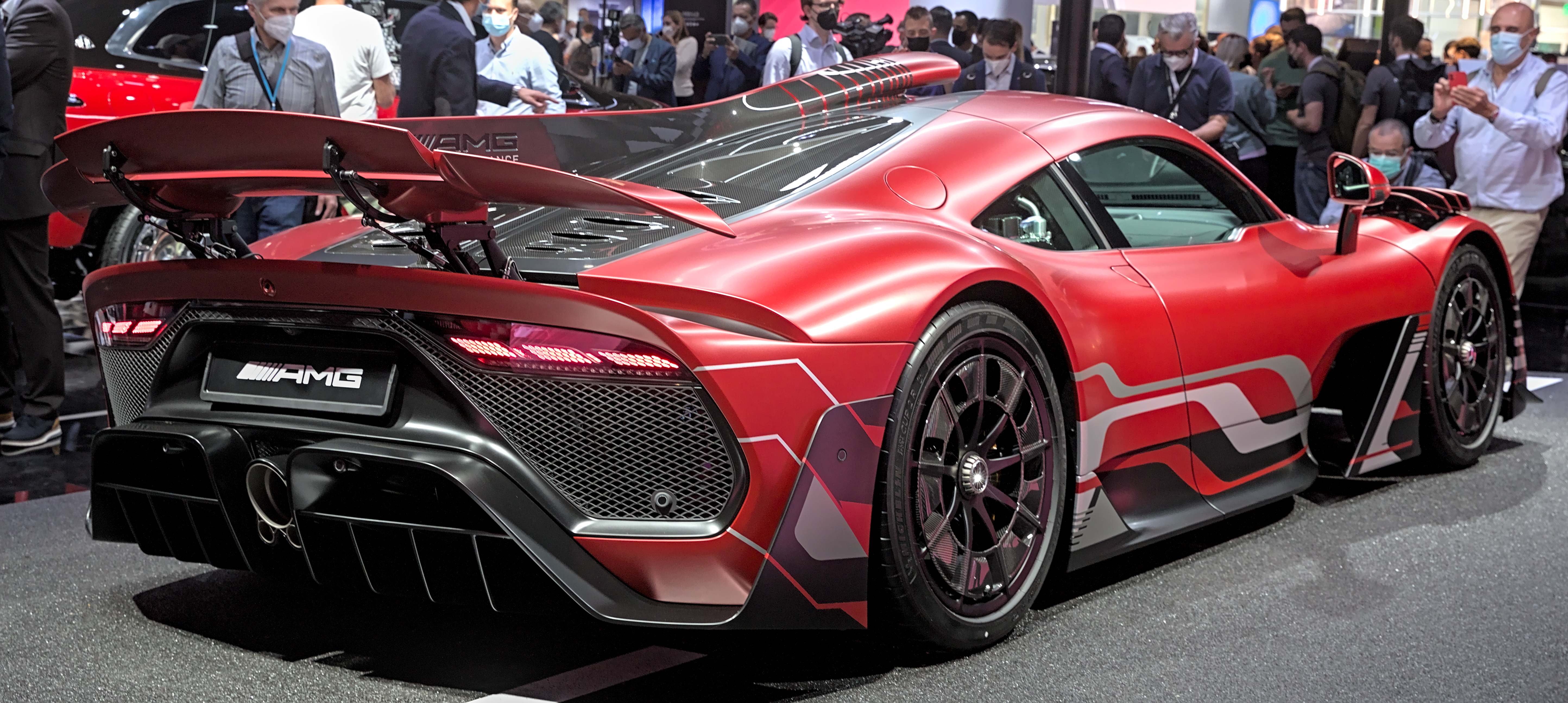
Mercedes-AMG One

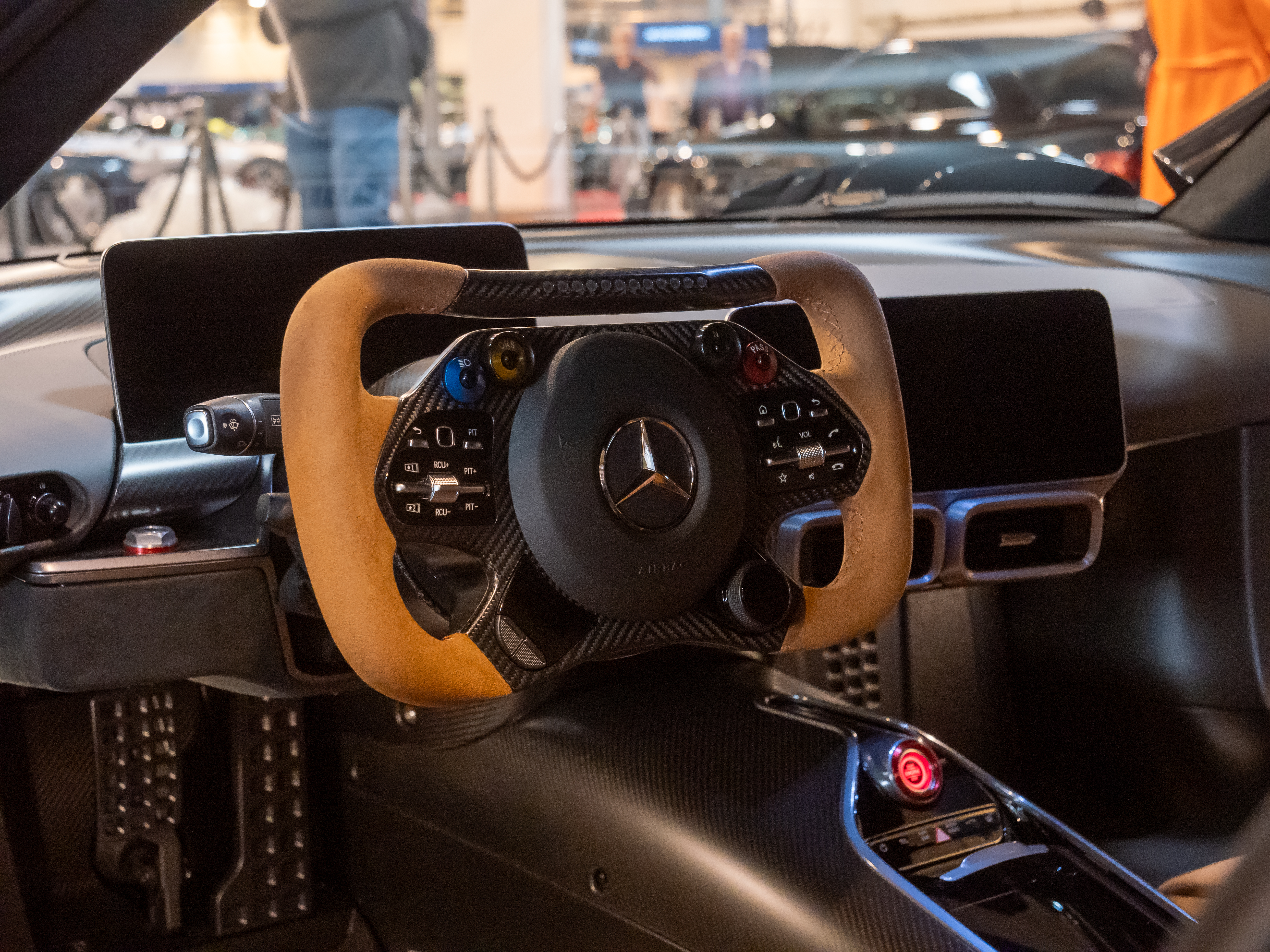

На автомобіль встановлений гібридний двигун V6 від автомобілів серії Формули-1, що розвиває близько 1054 кінських сил. Автомобіль буде складати конкуренцію топовим моделями таких брендів, як Lamborghini, Aston Martin (модель Valkyrie), McLaren, Ferrari і Koenigsegg.
В квітні 2017 року голова Mercedes-AMG Тобіас Моерс оголосив, що тираж моделі складе всього 275 екземплярів. На Женевському автосалоні в березні 2017 року Тобіас Моерс підтвердив слух і назвав стартову ціну на гіперкар — від 2,27 млн євро. Презентація автомобіля відбулася в рамках Франкфуртського автосалона в вересні 2017 року.
Двигун внутрішнього згоряння призначений для пробігу 50 000 км.

## Двигун
- 1.6 L Mercedes-Benz PU106C Hybrid E-turbo V6 574 к.с. + 4 електродвигуни 611 к.с. сумарна потужність 1063 к.с. 1400 Нм

## Динамічні характеристики
| Прискорення — гальмування    | Прискорення — гальмування |
| ---------------------------- | ------------------------- |
| Прискорення 0-100 км/год     | 2,9 с                     |
| Прискорення 0-200 км/год     | 7,0 с                     |
| Прискорення 0-300 км/год     | 15,6 с                    |
| Максимальна швидкість        | 352 км/год                |
| Гальмівний шлях 100-0 км/год | 50 м                      |